# Мария Велика Комнина
Вижте пояснителната страница за други личности с името Мария Комнина.
Мария Велика Комнина († 17 декември 1439 г.) е последната византийска императрица, трета съпруга на император Йоан VIII Палеолог.

## Биография
Мария е дъщеря на трапезундския император Алексий IV Велики Комнин и съпругата му Теодора Кантакузина. През септември 1427 Мария е омъжена за император Йоан VIII Палеолог. Това е третият брак на византийския император. Първата му съпруга Анна Московска умира през 1417 г., а вторият му брак със София Монфератска е разтрогнат през 1426 г. Тъй като от предишните си два брака Йоан VIII няма деца, той се жени за Мария Трапезундска с надеждата да осигури наследници на престола си. Бракът на Мария и Йоан VIII продължава 12 години, но също не оставя наследници. Сфранцес посочва датата на смъртта на Мария – 17 декември 1439 г. Според Стивън Рънсиман, императрицата е починала от чума.
Йоан VIII умира без наследник, а на престола се възкачва брат му Константин XI, който по това време вече е вдовец и никога не се жени повторно. Управлението му приключва с превземането на Константинопол от османците (29 май 1453) и окончателното ликвидиране на империята. Така Мария Трапезундска остава в историята като последната императрица на Византия.